# 固鎮戰鬥
固鎮戰鬥發生於1925年11月2日，地點則是在中國津浦鐵路固镇站一帶（时固镇属安徽省灵璧县，今为固镇县谷阳镇）。是北洋政府內戰直奉戰爭其中一場戰役，交戰兩方為直系軍閥及受奉系军阀指揮的直魯聯軍。戰鬥結果為直軍獲勝，保住中國東南據點，而戰敗的，直魯軍張宗昌部轉而集結攻擊江蘇，直魯軍將領施从滨戰敗後被俘，後更被孫傳芳处决。